# Irena Asanina
Irena Asanina – cesarzowa bizantyńska, żona cesarza Jana VI Kantakuzena.

## Życiorys
Irena była wnuczką cara Iwana Asena III, a córką despoty Morei Andronika Asena i jego żony Tarchanaiotissy. Poślubiła Jana Kantakuzena przed 1320 rokiem. Od 1341 roku, kiedy Jan Kantakuzen pozwolił ogłosić się w Didymotyce cesarzem, jej imię było wymieniane jako imię oficjalnej cesarzowej w dokumentach wystawianych przez kancelarię Kantakuzena. Oficjalna koronacja pary cesarskiej nastąpiła dopiero 13 maja 1347 roku. W listopadzie 1354 roku po zdobyciu Konstantynopola przez Jana V Paleologa, Jan Kantakuzen abdykował i wstąpił do klasztoru Mangana. Irena, która również przywdziała habit i imię Eugenii, zmarła jeszcze w tym samym roku w klasztorze świętej Marty.
Irena urodziła sześcioro dzieci:
- Mateusz – cesarz bizantyński w latach 1353–1357, despota Morei w latach 1380–1383
- Manuel – despota Morei w latach 1348–1380
- Maria Kantakuzena – latem 1342 roku poślubiła Nicefora II Orsiniego, despotę Epiru, zdetronizowanego przez ojca i przetrzymywanego w Tesalonice. Została przez niego oddalona w 1356/1357 roku. W 1359 roku powróciła do Konstantynopola, gdzie zmarła jako mniszka po 1379 roku.
- Teodora – latem 1346 roku została trzecią żoną sułtana Orchana. Odmówiła przejścia na islam. Po śmierci męża powróciła do Konstantynopola. Była więziona przez cesarza Andronika IV około 1379/1381 roku.
- Helena (1333–1396) – 28/29 maja 1347 roku poślubiła cesarza Jana V Paleologa. Jej ślub miał umocnić kontrolę Jana VI Kantakuzena nad pokonanym rywalem. Została uwięziona przez cesarza Andronika IV około 1379/1381 roku. Zmarła jako mniszka Hypomona 10 grudnia 1396 roku
- Andronik (1334–1347) – uwięziony w latach 1341–1342 w czasie wojny domowej, zmarł w czasie epidemii w 1347 roku[1].